# Fagered sogn
Fagered sogn i Halland var en del af Faurås herred. Fagered distrikt dækker det samme område og er en del af Falkenbergs kommun. Sognets areal er 71,89 kvadratkilometer, heraf land 68,77. I 2020 havde distriktet 434 indbyggere. Byen Fagered ligger i sognet.
Navnet (1330'erne Fagaryth) stammer fra den (tidligere) kirkeby. Optakten er fager, det vil sige, at den har givet et godt udbytte. Efterspillet er ryd, fra rydning 
Der er fundet et stenbrud (Funtaliden), hvor sten blev brudt til døbefonter, i Fagered.